# Perroquet youyou
Poicephalus senegalus
Pour les articles homonymes, voir Youyou.
Espèce
Statut de conservation UICN

 LC  : Préoccupation mineure
Statut CITES
Le Perroquet youyou (Poicephalus senegalus), également appelé Youyou du Sénégal, est une petite espèce de perroquet (20 à 26 cm) africain appartenant au genre Poicephalus, arborant un plumage coloré. La tête est grise (les joues souvent argentées), le corps est vert, les ailes et la queue plus ternes et le ventre jaune, orange ou rouge, selon les trois sous-espèces différentes :
- Poicephalus s. senegalus à ventre jaune, le plus répandu ;
- Poicephalus s. mesotypus à ventre orange ;
- Poicephalus s. versteri à ventre rouge.

Les hybrides entre les sous-espèces sont aussi assez fréquents.
Bien que seul le test d'ADN soit fiable à 100 %, on peut parfois différencier le mâle de la femelle en regardant bien la couleur du dessous de la queue :
- entièrement jaune : un mâle ;
- entièrement vert, vert et jaune : une femelle.

## Répartition
Bien qu'originaire du centre-ouest de l'Afrique dans la bande sub-saharienne s'étendant du Sénégal au Tchad, le Perroquet youyou donne lieu à des observations de plus en plus fréquentes à Bruxelles (Belgique) où il n'est pas impossible que l'espèce finisse par s'implanter en tant que nicheuse.
Le climat urbain de Barcelone en Espagne a également permis la prolifération de cette espèce qui niche dans l'ensemble des nombreux palmiers datiers de l'agglomération suscitant d'ailleurs des nuisances sonores importantes. Les nombreux parcs de la ville permettent en outre d'observer facilement des groupes de plusieurs dizaines de youyous trouvant dans l'environnement de quoi se nourrir. D'autres observations ont également eu lieu dans les différentes villes du littoral espagnol sans pour autant égaler la forte population de Barcelone.

## Habitat
Le Perroquet youyou peuple les savanes arborées et arides ainsi que les forêts ouvertes et riches en baobabs (Adansonia digitata).

## Comportement

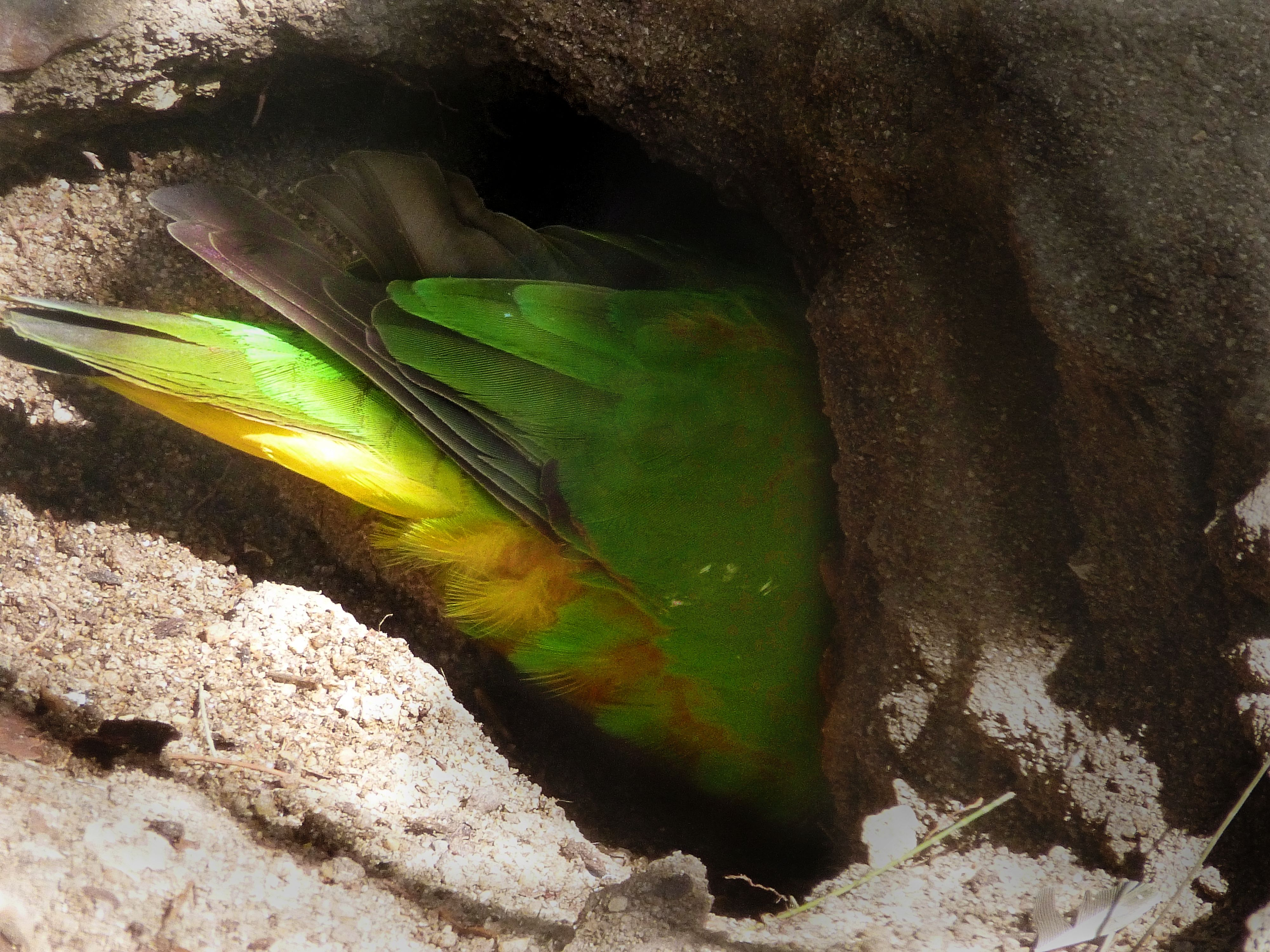
Perroquet youyou en train de creuser le sol. Zoo de Lisbonne.

Le Perroquet youyou vit en couples ou en petites bandes de 10 à 20 individus. Elles effectuent parfois de petites migrations locales orientées nord-sud pendant les saisons sèches.

## Alimentation

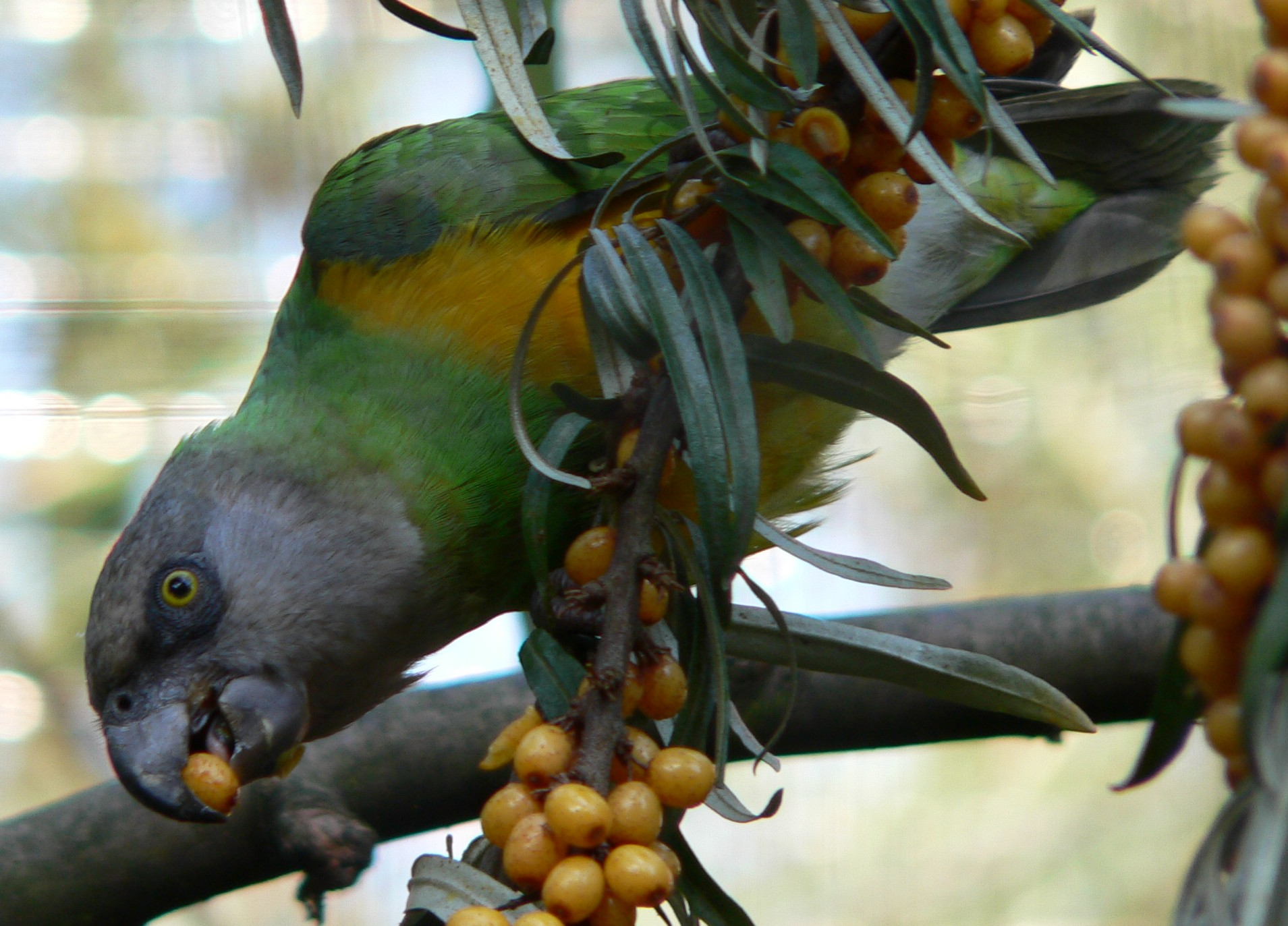
Perroquet youyou se nourrissant de baies.

Cet oiseau se nourrit de graines, de légumes de fruits, de pousses et de bourgeons.

## Reproduction
La période de reproduction du Perroquet youyou coïncide avec la fin de la grande saison des pluies et s'étend de septembre à novembre. Cet oiseau construit généralement son nid dans la cavité d'un baobab. La femelle pond 1 à 4 œufs qu'elle couve pendant 28 jours. Les jeunes quittent le nid entre 9 et 10 semaines.Quand il(s) viennent au monde, ils sont nus et aveugles.

## Captivité
En captivité, ce sont des petits perroquets drôles, affectueux et attachants en particulier s'ils ont été élevés à la main et bien sociabilisés. Cependant certains sont sélectifs, ils ont tendance à choisir un seul compagnon dans la famille et devenir agressifs envers les autres membres.
La reproduction est assez facile mais peu pratiquée en raison de la présence trop fréquente d'oiseaux solitaires ou d'origine sauvage.